# Distrito de Conila
El distrito de Conila es uno de los veintitrés distritos de la Provincia de Luya, ubicado en el Departamento de Amazonas, en el norte del Perú.  Limita por el norte con la provincia de Utcubamba; por el este con el distrito de Luya Viejo, el distrito de Santa Catalina y el distrito de Luya; por el sur con el distrito de Lonya Chico y el distrito de Ocalli y; por el oeste con el distrito de Camporredondo.
En 2003, Conila fue el último pueblo donde los niños aún hablaban el quechua chachapoyano.
Desde el punto de vista jerárquico de la Iglesia católica forma parte del Diócesis de Chachapoyas.

## Historia
El distrito fue creado el 5 de febrero de 1861 mediante Ley sin número, en el gobierno del Presidente Ramón Castilla.

## Geografía
Abarca una superficie de 256,17 km² y tiene una población estimada mayor a 2 000 habitantes.
Su capital es el pueblo de Cohechan.

### Pueblos y caseríos del distrito de Conila
| - Cohechan - Panamal - Conila - Vista Alegre - Tingo - Berbena | - San Antonio - Molino - Nuevo Luya - Balzapata-Las Palmeras - Suinche - Mareipata - Nuevo Chamaya - San Isidro de Quiucmal | - Vaquerías - Piedra Grande - Inga Pahuana - Golac - Gringo Huañunan - San José de Opelan |

## Autoridades

### Municipales
- 2015 - 2018[3]
  - Alcalde: José Genaro Canta Cullampe, del Movimiento Regional Fuerza Amazonense.
  - Regidores:

  1. Edgar Mendoza Zumaeta (Movimiento Regional Fuerza Amazonense)
  2. Nilton Tomanguilla Alvis (Movimiento Regional Fuerza Amazonense)
  3. Moisés Guimac Chávez (Movimiento Regional Fuerza Amazonense)
  4. Nadet Soplín Gormas (Movimiento Regional Fuerza Amazonense)
  5. Eber Huamán Quiroz (Sentimiento Amazonense Regional)

|# Subprefecto distrital Noe Limay Rojas)
1. Presidente de la junta directiva comunal Jayme Mendoza Bobadilla)

### Religiosas
- Obispo de Chachapoyas: Monseñor Emiliano Antonio Cisneros Martínez,.[4]

## Festividades
Las fiestas patronales de Conila se celebran el 12 de junio, en honor a San Antonio de Padua.
Como comidas típicas se conoce el Chocho, el Puchero y el Mote entre otros.